# Mainfähre Sommerach
Die Mainfähre Sommerach war eine Nachenfähre auf dem Main. Sie verkehrte zwischen Sommerach und dem gegenüberliegenden Neuses am Berg im heutigen Landkreis Kitzingen. Der Fährbetrieb wurde im Jahr 1959 eingestellt.

## Geschichte
Die Fähre wurde urkundlich erstmals im 17. Jahrhundert erwähnt. Wahrscheinlich ist die Fährstelle jedoch schon älter und geht auf eine Furt zurück, die an der Fährstelle schon immer einen einfachen Übergang ermöglichte. Eine Pestsage aus Sommerach beschreibt die Überfahrt der Krankheit mit der Fähre. Außerdem etablierte sich eine Wallfahrt zur Kirche Maria im Sand nach Dettelbach im Jahr 1749 lediglich, weil die Fähre den schnellen Übergang an ans andere Mainufer ermöglichte.
Am 12. Juli 1885 verpachtete die Gemeinde Sommerach die Fähre an Johann Schlereth. Vorausgegangen waren zähe Verhandlungen mit der Gemeinde. Nach dem Bau der Bahnstrecke Dettelbach Bahnhof–Dettelbach Stadt wurde das Fährrecht lediglich für die Dauer von einem Jahr verpachtet, weil man mit einem Anstieg der Überfahrten rechnete. Zu diesem Zeitpunkt war das Fährrecht immer auch an das Fischrecht in den Seitenarmen des Mains gekoppelt.
Im Jahr 1901 bezog der Beständer das Fährhaus nahe dem Fluss als Wohnung. Außerdem wurden die Fährer verpflichtet einen Fahr- und einen Weidschelch anzuschaffen. Maximal konnten 70 Personen übergeholt werden. Kostenlos durften lediglich die Soldaten der bayerischen Armee und die häufigen Prozessionen der Dorfbewohner übersetzen. Im Jahr 1901 erhielt Georg Hehn den Zuschlag für das Fährrecht. Er übergab es 1910 an Franz M. Östreicher. Nun war erstmals das Fischrecht separiert worden.
Im Jahr 1920 zahlten die Passagiere für die Überfahrt 20 Pfennige. Zu diesem Zeitpunkt war bereits ein merklicher Rückgang der Überfahrten durch die Zunahme des Automobilverkehrs bemerkbar. Im Jahr 1930 errichtete man allerdings eine neue Fährbrücke, die bis 1945 mit einem Hochseil ausgestattet wurde. 1956 bemängelte das Wasserschifffahrtsamt Würzburg die Fähre und legte sie zeitweise still. Nun betrieb man nur noch eine Nachenfähre für 25 bis 30 Personen. Am 9. Januar 1959 wurde die Fähre endgültig stillgelegt.

## Fährleute (Auswahl)
| Name                | Erwähnt   | Anmerkungen                       |
| ------------------- | --------- | --------------------------------- |
| Johann Schlereth    | 1885      |                                   |
| Georg Hehn          | bis 1910  |                                   |
| Franz M. Östreicher | 1910–1916 |                                   |
| Georg Angermeier    | 1916–1922 |                                   |
| Rudolf Jakob        | 1922      |                                   |
| Valentin Östreicher | bis 1948  | verkauft an Gemeinde              |
| Kaspar Einwich      | ab 1949   | zusammen mit Ehefrau Dora Einwich |